# 大营镇站
大营镇站位于中华人民共和国河北省衡水市枣强县大营镇，是京九铁路的一座火车站，等级为四等站，距北京西站325公里，距常平站1990公里，本站及相邻上下行区间均为电气化区段。车站建于1996年，办理客运、货运业务。

## 旅客列车
目前本站有两趟旅客列车停靠，均为上行列车，分别为：
- K572次，由厦门北开往北京丰台，10:36到，10:40开，停车4分，14:38终到
- K1306次，由郑州开往北京丰台，15:52到，15:55开，停车3分，20:13终到